# Fuirena incrassata
Fuirena incrassata là loài thực vật có hoa trong họ Cói. Loài này được S.T.Blake mô tả khoa học đầu tiên năm 1941.